# 藤ヶ谷カントリークラブ
藤ヶ谷カントリークラブ（ふじがやカントリークラブ）は、千葉県柏市泉に広がるゴルフ場である。

## 概要
藤ヶ谷カントリークラブは、「旧武蔵野カンツリー倶楽部・藤ヶ谷コース（1929年（昭和4年）開場、設計・赤星四郎）を復活しよう」との活動が始まりである。戦後、復活に動いたのが旧武蔵野カントリー倶楽部の朝日新聞社・藤田耕一であり、応援したのが沼南村の島村洪一郎と京成電鉄グループの川﨑千春だった。しかし、跡地は米軍に移り、さらに自衛隊に移り、防衛庁長官の赤城宗徳に訴えたが実現しなかった。
新たな建設用地を求めて、跡地周辺で探したが、「戸塚カントリー倶楽部」の計画と競合していたが、後に、戸塚カントリー倶楽部は神奈川県横浜市に移った。コース設計は、東葛飾郡沼南村出身の富澤誠造に依頼した、富澤は旧武蔵野カントリー倶楽部・藤ヶ谷コースでは造成監督を行っていた。また、富澤は、旧武蔵野カントリー倶楽部の平山孝に誘われて、「川崎国際生田緑地ゴルフ場」の開設に関わり、そこで井上誠一からコース設計を学んだ。
1961年（昭和36年）、東京証券市場で大暴落が起き、また、京成電鉄株式会社では「大利根カントリークラブ」計画が同時進行中であった。新たなゴルフ場の建設に向けて「京成ゴルフ株式会社」が設立され、「京成藤ヶ谷パブリックゴルフ場」が着工され、1961年（昭和36年）11月25日、18ホールが完成した。
1964年（昭和39年）、「株式会社藤ヶ谷カントリー倶楽部」を設立、1965年（昭和40年）2月、京成パブリーツクを譲り受け、会員制ゴルフ場に移行、個人株主会員制での運営となり、メンバーシップ「藤ヶ谷カントリークラブ」がスタートした。
日本のプロゴルフメジャー大会の1つ、日本プロゴルフ協会主催競技でもあり、日本選手権大会に相当する、日本プロゴルフ選手権大会などの大会開催の実績がある。

## 所在地
〒270-1456 千葉県柏市泉2348番地 

## コース情報
- 開場日 - 1961年11月25日
- 設計者 - 富澤 誠造
- 面積 - 730,000m2（約22.0万坪）
- コースタイプ - 林間コース
- コース - 18ホールズ、パー72、6,835ヤード、コースレート73.0
- グリーン - 2グリーン、ベント・コーライ
- プレースタイル - キャディ付、乗用カート
- 練習場 - 17打席 230ヤード
- 休場日 - 毎週月曜日、12月31日、1月1日[2][3]

## クラブ情報
- ハウス面積 - 2,964m2（896.6坪）
- ハウス設計 - 株式会社レーモンド設計事務所
- ハウス施工 - 戸田建設株式会社[2][3]

## ギャラリー
- コース - 「藤ヶ谷カントリークラブ」、コース案内
- ハウス - 「藤ヶ谷カントリークラブ」、施設案内

## 交通アクセス
- 鉄道 - 常磐線（JR東日本）・東武野田線 - 柏駅よりクラブバス利用 約25分
- 道路 - 常磐自動車道  - 柏ICより 8km 約11分[4]

## メジャー選手権
- 1931年（昭和6年） - 第6回 日本プロゴルフ選手権大会開催[5]

## エピソード
- 「旧武蔵野カンツリー倶楽部は、六実コース（1926年（大正15年）開場、設計・大谷光明）と藤ヶ谷コース（1929年（昭和4年）開場、設計・赤星四郎）ともに、1943年（昭和18年）、陸軍に強制徴用された[6]。
- 1960年（昭和35年）は、色々予期せぬことが起きた、社会党委員長の浅沼稲次郎が日比谷公会堂で暴漢に刺殺された年でもあった[6]。

## 関連文献
- 『週刊ダイヤモンド』、1971年7月10日号、「藤ヶ谷カントリークラブ」、東京 ダイヤモンド社、1971年7月10日、2020年10月13日閲覧
- 『ゴルフ場ガイド 東版』2006-2007、「藤ヶ谷カントリークラブ（千葉県）」、東京 ゴルフダイジェスト社、2006年5月、2020年10月13日閲覧
- 『美しい日本のゴルフコース BEAUTIFUL GOLF CULTURE IN JAPAN 日本のゴルフ110年記念 ゴルフは日本の新しい伝統文化である』、ゴルフダイジェスト社「美しい日本のゴルフコース」編纂委員会編、「藤ヶ谷カントリークラブ」、東京 ゴルフダイジェスト社、2013年12月、2020年10月13日閲覧